# Tonyina d'aleta negra
La tonyina d'aleta negra (Thunnus atlanticus) és una espècie de peix de la família dels escòmbrids i de l'ordre dels perciformes que es troba des de Massachusetts (Estats Units) fins a Rio de Janeiro (Brasil).
Els mascles poden assolir els 108 cm de longitud total i els 20,6 kg de pes.